# Округ Кокран (Тексас)
Округ Кокран (енгл. Cochran County) је округ у америчкој савезној држави Тексас. По попису из 2010. године број становника је 3.127.

## Демографија
Према попису становништва из 2010. у округу је живело 3.127 становника, што је 603 (16,2%) становника мање него 2000. године.
| Група             | 2000.         | 2010.         |
| Белци             | 1.864 (50,0%) | 1.329 (42,5%) |
| Афроамериканци    | 169 (4,5%)    | 125 (4,0%)    |
| Азијати           | 8 (0,2%)      | 5 (0,2%)      |
| Хиспаноамериканци | 1.646 (44,1%) | 1.654 (52,9%) |
| Укупно            | 3.730         | 3.127         |